# Muriformistrickeria
Muriformistrickeria is een geslacht van schimmels behorend tot de familie Melanommataceae. De typesoort is Muriformistrickeria rubi.

## Soorten
Volgens Index Fungorum telt het geslacht twee soorten (peildatum oktober 2023):
| Soortnaam                 | Auteur(s)                                   | Publicatiejaar |
| ------------------------- | ------------------------------------------- | -------------- |
| Muriformistrickeria rosae | Wanas., Camporesi, E.B.G. Jones & K.D. Hyde | 2018           |
| Muriformistrickeria rubi  | Q. Tian, Wanas., Camporesi & K.D. Hyde      | 2015           |